# شاربوگارد
شهر شاربوگارد (به مجاری: Sárbogárd) در فِییر در کشور مجارستان واقع شده‌است. جمعیت این شهر ۱۳٫۲۶۷ نفر است. این شهر در تقاطع مسیرهای مهم راه‌آهن سراسری مجارستان قرار دارد، از جمله مسیر راه‌آهن قطارهای برقی بالاتون و پچ به مسیر قطارهای غیر برقی بایا و سکسارد می‌پیوندند.

## نگارخانه

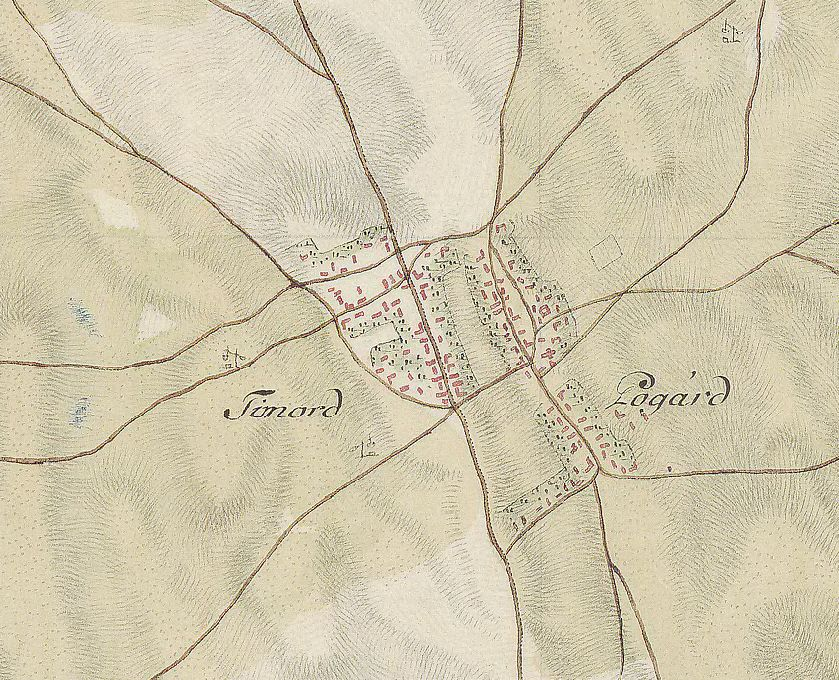
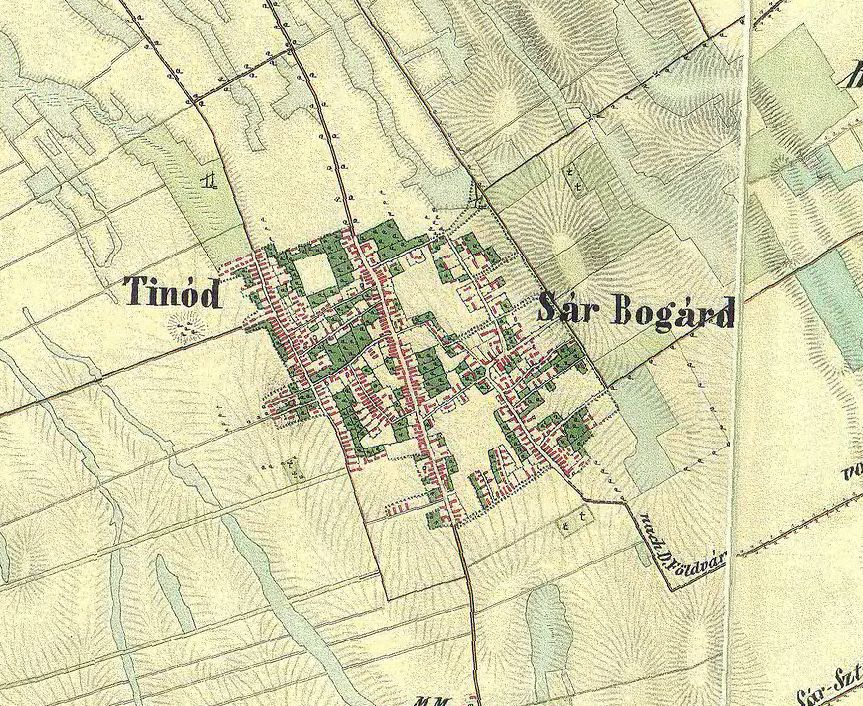
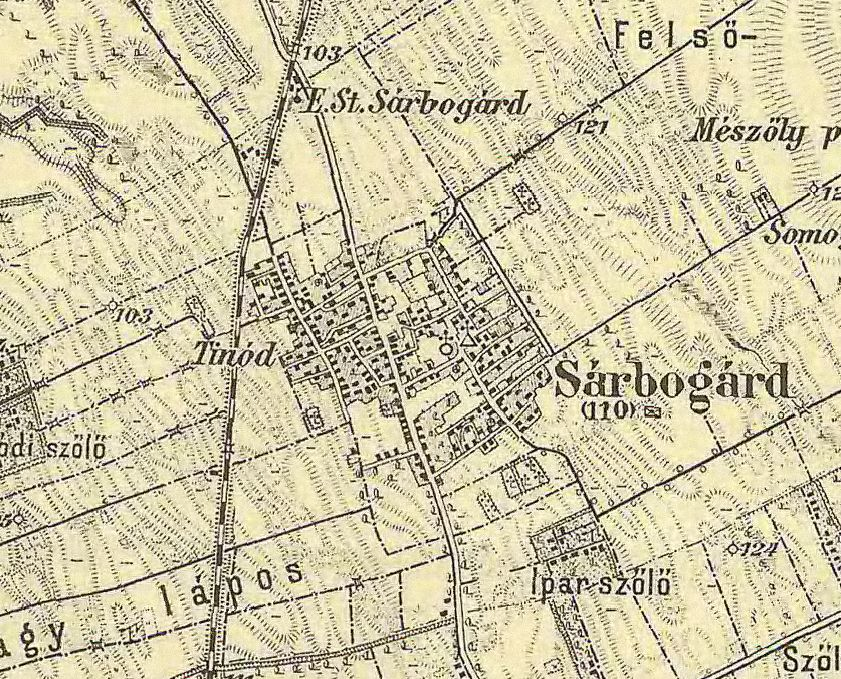